# Stanisław Kostka Potocki
Stanisław Kostka Potocki, en français Stanislas Kostka Potocki, né en novembre 1755 à Lublin et mort le 14 septembre 1821 à Wilanów, est un aristocrate (armoiries Pilawa), homme politique, général, écrivain, collectionneur et mécène polonais, réformateur du système d'éducation, figure emblématique des Lumières polonaises.

## Biographie

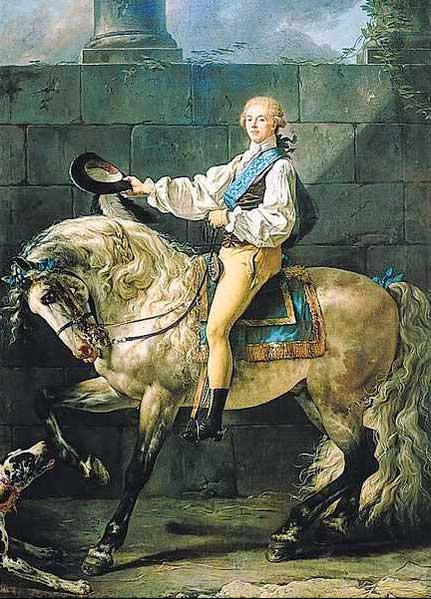
Stanisław Kostka Potocki. Peint par Jacques-Louis David (1780).

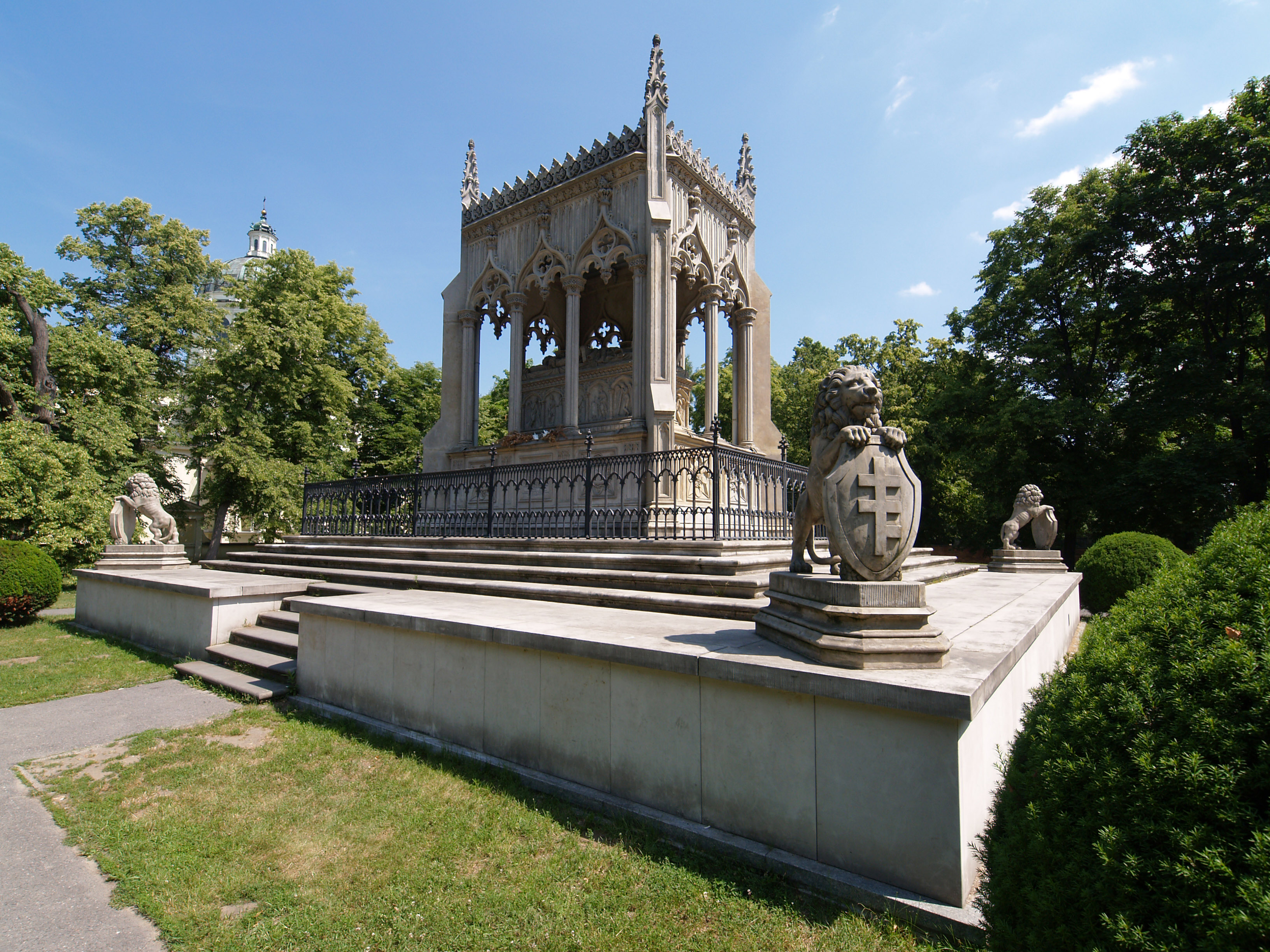
Mausolée de Aleksandra et Stanisław Kostka Potocki dans le parc du Palais Wilanów.

### Origines familiales et formation
Issu d'une branche cadette et appauvrie de la puissante famille Potocki, Stanisław Kostka Potocki est le fils du général Eustachy Potocki, staroste de Lwów, et d'Anna Kątska. Il a quatre frères et deux sœurs, dont l'homme politique Ignacy Potocki. 
Il fait sa scolarité à Varsovie au Collegium Nobilium (en), devenu sous la direction de Stanisław Konarski le meilleur établissement d'enseignement secondaire du pays. Après ses études, il voyage en Italie où il s'éprend de l'art antique et devient collectionneur, principalement de peintures, de dessins et de céramique antique.

### Carrière dans la république des Deux Nations (1759-1791)
Son père le destine à une carrière militaire ; en 1759, Potocki est nommé général d'artillerie du Grand-duché de Lituanie.
Le 2 juin 1776, il épouse la princesse Aleksandra Lubomirska (pl), fille d'un grand maréchal de la Couronne, le prince Stanisław Lubomirski. Ils auront un fils : Aleksander Stanisław Potocki.
En 1781, il est nommé intendant du panetier de la Couronne et membre du Conseil Permanent. Il est député de voïvodie de Lublin et un des principaux acteurs du Parti patriotique durant la Grande Diète de 1788-1792 qui aboutit notamment à la Constitution polonaise du 3 mai 1791. C'est à cette époque que ses discours lui valent le surnom de « Prince des orateurs ». 

### La période des second et troisième partages de la Pologne (1792-1795)
En 1792, en tant que général d'armée, il participe à la guerre russo-polonaise de 1792. Il est vaincu à la bataille de Mir et, après l'adhésion du roi Stanisław August Poniatowski au camp des adversaires de la Constitution (la confédération de Targowica), il s'exile comme la plupart des chefs du Parti patriotique. À Dresde, il collabore avec Hugo Kołłątaj, son frère Ignacy Potocki et Franciszek Ksawery Dmochowski (en), à la rédaction d'un livre intitulé Causes de l'établissement et de la chute de la Constitution Polonaise du 3 mai, publié en plusieurs langues en 1793.
Il ne participe pas  à l'Insurrection de Tadeusz Kościuszko de 1794 car il est interné par les Autrichiens. Après la défaite du soulèvement, la Pologne désormais totalement partagée entre la Russie, la Prusse et l'Autriche, Potocki revient cependant à Varsovie, devenue prussienne, en 1796. 

### Activités dans le domaine de l'art (1785-1805)
En 1779 et en 1785-1786, il organise des fouilles archéologiques en Italie. En 1800, il participe à la fondation de la Société des Amis des sciences au sein de laquelle il dirige la Section Scientifique.
En 1805 qu'il inaugure un des premiers musées privés polonais en ouvrant les portes de son Palais de Wilanów au grand public. Dans ses riches collections de peinture on trouve entre autres les toiles de Lucas Cranach, Pierre Paul Rubens, Jan Lievens, Eustache Le Sueur, Pompeo Batoni, Angelica Kauffmann, Anton Graff. La perle de cette collection reste jusqu’à nos jours le portrait du comte Stanislas Potocki peint en 1781 par Jacques-Louis David

### Carrière dans le duché de Varsovie (1807-1815)
En 1807, Napoléon crée le Grand-Duché de Varsovie ; Potocki devient alors président du Conseil d'État et président du Conseil de l'Instruction Publique dont il s'occupera jusqu'à sa mort. Dans les années 1812-1820, il est le grand-maître du Grand Orient de Pologne.

### Carrière dans le nouveau royaume de Pologne (1815-1821)
En 1815, le Congrès de Vienne fait du duché de Varsovie le royaume en Pologne, avec pour roi Alexandre, tsar de Russie.  
Potocki, rallié à cette solution promue notamment par la famille Czartoryski, est nommé ministre des Cultes et de l'Instruction publique et, en 1818, président du Sénat. Il participe à la fondation de l'Université de Varsovie en 1816. 
En 1820, il publie anonymement un roman fantastique Voyage au pays de l'ignorance. Cette féroce critique du clergé provoque une grande indignation parmi les hauts dignitaires de l'Église catholique polonaise et l'oblige à démissionner de ses fonctions. 
Il meurt quelques mois plus tard et il est inhumé dans l'église de Wilanów.

## Distinctions
- Chevalier de l'ordre de l'Aigle blanc (1781)
- Chevalier de l'ordre de Saint-Stanislas
- Chevalier de l'ordre royal et militaire de Saint-Louis
- Chevalier de la Légion d'honneur